# Chiến dịch Priboi
Chiến dịch Priboi ("Coastal Surf") là tên mã cho đợt trục xuất hàng loạt của Liên Xô từ các quốc gia vùng Baltic vào ngày 25-28 tháng 3 năm 1949. Hành động này còn được gọi là sự trục xuất tháng 3 của các nhà sử học Baltic. Hơn 90.000 người Estonia, Latvian và Litva, được dán nhãn là kẻ thù của nhân dân, đã bị trục xuất đến các khu định cư cưỡng bức ở các khu vực không thân thiện của Liên bang Xô viết. Hơn 70% người bị trục xuất là phụ nữ và trẻ em dưới 16 tuổi.
Được miêu tả như là một chiến dịch "giải tán", hoạt động này nhằm mục đích tạo điều kiện cho việc tập thể buộc phải cưỡng bức và để loại bỏ cơ sở hỗ trợ cho cuộc kháng chiến vũ trang của các anh em rừng chống lại sự chiếm đóng Liên Xô. Việc trục xuất đã hoàn thành mục đích của nó: vào cuối năm 1949, 93% và 80% trang trại được tập hợp ở Latvia và Estonia. Tại Litva, tiến trình này chậm hơn và Liên Xô tổ chức một cuộc trục xuất lớn khác được gọi là Operation Osen vào mùa thu năm 1951. Các cuộc trục xuất là vì "vĩnh viễn" và không có quyền trở lại. Tuy nhiên, trong thời kỳ Stalinization và Khrushchev Thaw, những người bị trục xuất đã dần dần được giải phóng và một số người trong số họ đã quay trở lại. 
Tỷ lệ tử vong của người bị trục xuất ước tính dưới 15%. Do tỷ lệ tử vong cao của những người bị trục xuất trong những năm đầu của cuộc lưu vong ở Siberi, do sự thất bại của chính quyền Xô viết để cung cấp điều kiện sống phù hợp ở nơi đến, dù là do bỏ bê hay dự trù, một số nguồn coi các hành vi trục xuất là một hành động diệt chủng. Căn cứ vào Điều khoản Martens và các nguyên tắc của Hiến chương Nuremberg, Tòa án Nhân quyền Châu Âu đã phán quyết rằng việc trục xuất tháng 3 là một tội ác chống lại nhân loại.